# A Utah Flora
A Utah Flora (abreujat Utah Fl.) és un llibre amb il·lustracions i descripcions botàniques que va ser escrit conjuntament per Stanley Larson Welsh, Nephi Duane Atwood, Sherel Goodrich i Larry C. Higgins; i publicat a l'any 2008.